# 国立屏東科技大学
国立屏東科技大学（こくりつへいとうかぎだいがく National Ping Tung University of Science & Technology）は、台湾屏東県にある国立技術大学である。大学部は4年制と2年制に分類され、同時に進修部を設置し、社会人教育に対しても積極的に取り組んでいる。

## 歴史
| 年     | 月日 | 事跡                                                                                        |
| ------ | ---- | ------------------------------------------------------------------------------------------- |
| 1924年 | 4月  | 高雄州立屏東農業補習学校として開校                                                          |
| 1928年 | 4月  | 高雄州立屏東農業補習学校と改称                                                              |
| 1945年 | 11月 | 台湾省立屏東農業職業学校と改称                                                              |
| 1954年 | 8月  | 別組織として台湾省立農業専科学校が開校                                                      |
| 1959年 | 5月  | 台湾省立屏東農業職業学校を台湾省立屏東高級農業職業学校と改称                                |
| 1964年 | 3月  | 台湾省立農業専科学校と台湾省立屏東高級農業職業学校を統合 台湾省立屏東農業専科学校として開校 |
| 1981年 | 7月  | 国立屏東農業専科学校と改称                                                                  |
| 1991年 | 7月  | 国立屏東技術学院と改称                                                                      |
| 1997年 | 8月  | 国立屏東科技大学と改称                                                                      |

## 組織
| - 管理学院 - 餐旅管理系 - 企業管理系 - 資訊管理系 - 科技管理研究所 - 農企業管理系 - 服飾科学管理系 - 工業管理系 - 農村規画系 - 生活応用科学系 - 景観曁遊憩管理研究所 - 財務金融研究所 - 農学院 - 熱帯農業曁国際合作系 - 食品科学系 - 生物科技研究所 - 生命科学系 - 生物資源研究所 - 野生動物保育研究所 - 森林系 - 木材科学与設計系 - 獣医学系 - 農園生產系 - 植物保護系 - 畜産系 - 水産業養殖系 - 植物科学研究所 - 動物疫苗科技研究所 - 動物疫苗及佐剤技術研発中心 | - 工学院 - 材料工程研究所 - 機械工程系 - 水土保持系 - 環境工程与科学系 - 車輛工程系 - 生物機電工程系 - 土木工程系 - 坡地防災及水資源工程研究所 - 人文曁社会科学学院 - 師資培育中心 - 応用外語系 - 技職教育研究所 - 社會工作系 - 通識教育中心 - 休閒運動保健系 - 幼兒保育系 |

## 教員

### 歴代学長
| 区分                       | 代         | 氏名       | 任期                                                                                    |
| -------------------------- | ---------- | ---------- | --------------------------------------------------------------------------------------- |
| 屏東農補                   | 初代       | 鳥居武男   | 1924年7月 - 1928年3月                                                                   |
| 屏東農校                   | 初代       | 広谷致員   | 1928年4月 - 1928年5月                                                                   |
| 屏東農校                   | 第2代      | 戸崎二三男 | 1928年5月 - 1929年2月                                                                   |
| 屏東農校                   | 第3代      | 広谷致員   | 1929年3月 - 1929年5月                                                                   |
| 屏東農校                   | 第4代      | 山口尚之   | 1929年5月 - 1929年6月                                                                   |
| 屏東農校                   | 第5代      | 福田嘉太郎 | 1929年5月 - 1938年9月                                                                   |
| 屏東農校                   | 第6代      | 星野力     | 1938年9月 - 1938年11月                                                                  |
| 屏東農校                   | 第7代      | 沢田義     |                                                                                         |
| 屏東農校                   | 第8代      | 服部正夷   |                                                                                         |
| 屏東農校                   | 第9代      | 小川茂富   | - 1945年10月                                                                            |
| 屏東農学                   | 初代       | 盧老枝     | 1945年11月 - 1945年12月                                                                 |
| 屏東農学                   | 第2代      | 廖季清     | 1946年1月 - 1947年5月                                                                   |
| 屏東農学                   | 第3代      | 陳霖蒼     | 1947年5月 - 1952年7月                                                                   |
| 屏東農学 屏東高農 省立農専 | 第4代 初代 | 王玉崗     | 1952年7月 - 1959年5月 1959年5月 - 1963年7月 1964年3月 - 1967年7月 1954年9月 - 1964年2月 |
| 屏東農専                   | 第2代      | 張愷       | 1967年8月 - 1971年2月                                                                   |
| 屏東農専                   | 第3代      | 林楽健     | 1971年2月 - 1972年9月                                                                   |
| 屏東農専                   | 第4代      | 郭孟祥     | 1972年9月 - 1984年9月                                                                   |
| 屏東農専 屏東技院          | 第5代 初代 | 呉功顕     | 1984年9月 - 1991年6月 1991年7月 - 1993年9月                                             |
| 屏東技院 屏東科大          | 第2代 初代 | 劉顕達     | 1993年9月 - 1997年7月 1997年8月 - 2002年5月                                             |
| 屏東科大                   | 第2代      | 周昌弘     | 2002年5月 - 2006年7月                                                                   |
| 屏東科大                   | 第3代      | 古源光     | 2006年8月 - 2014年7月                                                                   |
| 屏東科大                   | 第4代      | 戴昌賢     | 2014年8月 -                                                                             |